# Tetrastemma cincum
Tetrastemma cincum är en djurart som tillhör fylumet slemmaskar, och som beskrevs av Corrêa 1957. Tetrastemma cincum ingår i släktet Tetrastemma och familjen Tetrastemmatidae. Inga underarter finns listade i Catalogue of Life.